# Tabu (1931)
Tabu ist ein Abenteuerfilm von Friedrich Wilhelm Murnau, inszeniert im Jahr 1930/1931 als Stummfilm. Uraufgeführt wurde der Film, eine Woche nach Murnaus Tod, am 18. März 1931 in New York. In Deutschland kam der Film am 5. August 1931 in die Kinos.

## Handlung
Matahi ist ein Perlentaucher auf der Südsee-Insel Bora Bora. Er begegnet der schönen Reri und verliebt sich in sie. Kurze Zeit später trifft der alte Krieger Hitu auf der Insel ein, der als Abgesandter des Häuptlings von Fanuma dem Häuptling von Bora-Bora eine Nachricht überbringt. Zur Religion der Insulaner gehört es, eine Frau als göttliche Jungfrau zu ernennen. Die derzeitige Jungfrau ist gestorben, und der Häuptling von Fanuma, Oberhäuptling aller Inseln, hat sich für Reri als ihre Nachfolgerin entschieden. Sie wird von Hitu nun mit einem Tabu belegt, womit sie den Göttern geweiht ist. Jeder Mann, der sie begehrt, ist des Todes. Hitu wurde damit beauftragt und steht mit seinem eigenen Leben dafür ein, Reri nach Fanuma zu bringen.
Matahi ist von der Nachricht bestürzt. Er schleicht sich auf Hitus Schiff, entführt Reri und flieht mit ihr in einem kleinen Kanu von der Insel. Durch Wind und Wetter völlig erschöpft und halb verhungert und verdurstet erreichen sie schließlich eine französische Kolonialinsel, wo sich Matahi schnell als erfolgreicher Perlentaucher beweist. Da er aber das Geldkonzept nicht kennt, verschuldet er sich.
Der französische Polizeibeamte der Insel erhält eine Nachricht von der Regierung, dass Unruhen in der lokalen Bevölkerung um jeden Preis vermieden werden sollen, und dass daher eine Belohnung von 500 Francs auf die Ergreifung und Auslieferung der Flüchtlinge an Hitu ausgesetzt wurde. Den Beamten kann Matahi mit einer Perle bestechen, doch inzwischen hat Hitu die beiden gefunden. Reri bekommt einen Brief zugestellt: Sie soll in drei Tagen zurück in Bora Bora sein, sonst wird Matahi sterben. Das Paar plant seine Flucht und will eine Schiffspassage mit dem Schoner Hinano, der in zwei Tagen einlaufen soll, buchen.
Um seine Schulden zu begleichen und die Passage zu bezahlen, wagt Matahi einen Tauchgang in einer haiverseuchten Lagune, wo der örtliche Polizist ein Verbotsschild mit dem Wort „Tabu“ verankert hat. Während seiner Abwesenheit schreibt Reri einen Abschiedsbrief an Matahi und folgt Hitu in dessen Segelboot. Matahi kehrt nur wenig später von seinem erfolgreichen Tauchgang zurück und findet Reris Nachricht. Er springt ins Wasser und schwimmt dem Boot hinterher. Als er es erreicht hat, hält er sich an einem Seil fest, das Hitu daraufhin durchschneidet. Matahi verfolgt weiterhin schwimmend das Boot, doch nach und nach verlassen ihn seine Kräfte und er ertrinkt.

## Kritiken
„Eine außergewöhnliche poetische und stimmungsstarke Mischung aus Spielfilm und ethnografischer Studie, einfühlsam und taktvoll.“

## Auszeichnungen
- 1931 wurde der Film in der Kategorie Beste Kamera mit dem Oscar ausgezeichnet.
- 1994 wurde der Film ins National Film Registry des National Film Preservation Board aufgenommen.

## Hintergrund
Der Film, der von Paramount Pictures vertrieben wurde, hatte ein geschätztes Budget von 150.000 US-Dollar. Gedreht wurde auf Bora Bora und Tahiti.
Die Regisseure Murnau und Flaherty hatten Differenzen über die Gewichtung des Films. Murnau, der mehr Wert auf die Spielhandlung legte als der Dokumentarfilmer Flaherty, war einer der Hauptfinanziers des Films und konnte den Film alleine zu Ende bringen.
Am 11. März 1931, am Abend der Fertigstellung des Films, wurde Murnau bei einem Autounfall in Santa Barbara getötet.
Lotus Long, eine damals bekannte Hollywood-Schauspielerin, sollte die Hauptrolle übernehmen. Nachdem das Produktionsunternehmen Colorart nach dem Börsencrash 1929 insolvent wurde, übernahm Murnau selber die Finanzierung und besetzte die Rollen der Inselbewohner mit Polynesiern. Murnau gab seine Regie-Anweisungen auf Französisch, Bill Bambridge fungierte als Übersetzer für die Polynesier. Auffallend ist die Internationalität der Filmcrew. Murnau war gebürtiger Deutscher aus Bielefeld, Co-Autor Edgar G. Ulmer, der auch als Production Manager arbeitete, stammte aus Olmütz im heutigen Tschechien, Komponist Hugo Riesenfeld aus Wien, Österreich, dessen Kollege W. Franke Harling, der 1940 einen Oscar gewinnen sollte, aus London, Großbritannien, Milan Roder war ein Kroate aus Osijek.
Anne Chevalier, die bei diesem Film in den Credits mit ihrem richtigen Namen Reri auftaucht, spielte 1937 in John Fords Abenteuerfilm … dann kam der Orkan in einer kleinen Nebenrolle eine Insulanerin mit dem Namen Reri. Bill Bambridge, der den Polizisten spielte, war auch 1935 als König Hirihiti in Meuterei auf der Bounty neben Clark Gable und Charles Laughton zu sehen. Die meisten Darsteller von Tabu standen allerdings mit diesem Film zum ersten und zum letzten Mal vor der Kamera.